# Худа Легота
Худа́ Легота — село в окрузі Бановці-над-Бебравою Банськобистрицького краю Словаччини. Станом на грудень 2015 року в селі проживало 213 людей.

## Географія
Протікають річка Лівіна і Райчанський потік.

## Населення
| Рік:            | 1994. | 2004.   | 2014.   | 2024.    |
| --------------- | ----- | ------- | ------- | -------- |
| Кількість осіб: | 224   | 221     | 206     | 227      |
| Різниця:        |       | -1,33 % | -6,78 % | +10,19 % |

| Рік:            | 2023. | 2024.   |
| --------------- | ----- | ------- |
| Кількість осіб: | 226   | 227     |
| Різниця:        |       | +0,44 % |